# رابرت آر ویلسون
رابرت آر ویلسون (انگلیسی: Robert R. Wilson؛ زاده ۴ مارس ۱۹۱۴ درگذشته ۱۶ ژانویهٔ ۲۰۰۰) یک فیزیکدان امریکایی بود که به واسطهٔ کارهایش در پروژه منهتن در طول جنگ جهانی دوم به عنوان مجسمه‌ساز و معمار آزمایشگاه فرمی شناخته می‌شود.